# كيث بيري
كيث بيري (بالإنجليزية: Keith Perry)‏ هو سياسي أمريكي، ولد في 3 ديسمبر 1958 في تالاهاسي في الولايات المتحدة. حزبياً، نشط في الحزب الجمهوري. وقد انتخب عضو مجلس نواب فلوريدا.